# Alternativni turizam
Alternativni turizam kombinira turističke proizvode ili pojedinačne turističke usluge, različite od masovnog turizma po ponudi, organizaciji i uključenim ljudskim resursima.  Drugi primjeri različitih pojmova uključuju "inteligentni" ili "motivirani turizam". Osim toga, "anti-turizam" ili "participativni turizam" su neki drugi. To je bilo samo nekoliko od njih. Prirodne, društvene i kulturne vrijednosti stvaraju okružje koje omogućuje i domaćinima i gostima da dijele pozitivna iskustva, razumijevanje i međusobno vrijednovanje.

## Obrasci
Pojam "alternativni turizam" pokušava uključiti koncepte aktivnog turizma, kao i putovanja istraživača i susreta, čak i uz koncept angažiranog turizma. U nastavku su navedeni neki od stilova turizma koji se smatraju alternativnim.

### Aktivni turizam
- planinarenje
- biciklizam
- pustolovni turizam
- krpljanje
- skijaško planinarenje
- rafting
- ronjenje
- speleologija
- penjanje
- jahanje konja

### Istražite i upoznajte putovanja
- povijesna mjesta
- arheološka nalazišta
- strane zajednice
- strane kulture
- seoski turizam
- ekološki turizam
- kulturno-povijesnu baštinu
- vino
- tradicionalna kuhinja
- etnografija
- tradicionalna glazba
- rukotvorine

### Predani turizam
- dobrovoljno služenje u inozemstvu
- pomoć
- arheološka iskopavanja
- međunarodni radni kampovi
- pravda
- solidarni turizam
- vjerski turizam

Izvori koji navode više različitih stilova su: Vagionis i Cazes.

## Terminološke kritike
Budući da je pojam alternativa višeznačan, postoje brojne kritičke primjedbe da je koncept samo „(...) pomodna ideja među onima koji su nezadovoljni prirodom masovnog turizma (.. . )". Prema kritičarima, nedostaje jasna definicija za stil turizma koji se smatra alternativnim. Koncept alternativnog turizma može se povezati s dvije različite koncepcije:
- Odbacivanje suvremenog masovnog konzumerizma
- Zabrinutost zbog društvenog utjecaja u zemljama trećeg svijeta

Drugi iznose svoje kritičke stavove o terminu kao fetišizirajućem pridjevu, čudesnoj riječi i mitskom pojmu.

## Vanjske poveznice
- Bugarska udruga za alternativni turizam
- Green Olive Tours - Putnička agencija za alternativni turizam u Palestini/Izraelu
- Arttours - Umjetnici istražuju alternativni turizam u Stuttgartu  Arhivirana inačica izvorne stranice od 3. ožujka 2012. (Wayback Machine)